# Marguerite-Marie de Cossé-Brissac
Marie-Marguerite de Cossé-Brissac (1648-1708), duchesse de Villeroy, est l'épouse de François de Neufville de Villeroy, maréchal de France et ami d'enfance de Louis XIV.

## Biographie
Marguerite-Marie est la fille du duc Louis de Cossé-Brissac et de Marguerite-Françoise de Gondi, fille de Henri de Gondi, duc de Retz, et de Jeanne de Scépeaux. Elle est l'arrière-petite-fille de Charles de Gondi, marquis de Belle-Île, et d'Antoinette d'Orléans-Longueville, ainsi que l'arrière-petite-nièce de Timoléon de Cossé. Elle épouse le 28 mars 1662 François de Neufville de Villeroy. Ils ont sept enfants :
1. Louis Nicolas de Neufville de Villeroy (1663-1734), duc de Villeroy, qui épouse Marguerite Le Tellier de Louvois, fille du marquis de Louvois[2] ;
2. François-Catherine de Neufville de Villeroy (?-1700), lieutenant du roi au gouvernement du Lyonnais, mort en combat naval ;
3. Camille de Neufville de Villeroy (?-1671), mort jeune ;
4. Madeleine Thérèse de Neufville de Villeroy (1666-1723), supérieure des carmélites de Lyon ;
5. Françoise Madeleine de Neufville de Villeroy (?-1730), qui épouse Jean de Sousa, comte de Prado ;
6. Catherine Anne de Neufville de Villeroy (1674-1715), supérieure de Notre-Dame du Calvaire ;
7. François Paul de Neufville de Villeroy (1677-1731), archevêque de Lyon (1714).